# Fowey Blockhouse
Fowey Blockhouse ist ein ehemaliger Küstenwachtturm in Cornwall in Großbritannien. Die als Kulturdenkmal der Kategorie Grade II* und als Scheduled Monument klassifizierte Ruine liegt am westlichen Ufer der Mündung des River Fowey in den Ärmelkanal.

## Geschichte
Das steinerne Blockhaus wurde vermutlich zusammen mit dem am östlichen Ufer gelegenen Polruan Blockhouse zum Schutz der Einfahrt in den Hafen von Fowey erbaut. Der Zeitpunkt der Erbauung ist umstritten, nach einigen Angaben wurde das turmartige Blockhaus bereits um 1380 errichtet, nach anderen Angaben erst nach der Zerstörung Foweys durch einen französischen Überfall 1457. Die Einfahrt in den Hafen von Fowey ist zwischen den beiden Blockhäusern nur etwa 200 m breit, und mit Hilfe einer zwischen den beiden Blockhäusern verlaufenden Eisenkette von 40 cm Durchmesser konnte die Einfahrt gesperrt werden. Die beiden Blockhäuser von Polruan und Fowey gelten damit als die ältesten Befestigungen in Großbritannien, von denen aus mit Hilfe einer Kette eine Flussmündung oder Hafeneinfahrt gesperrt werden konnte.
Der Turm war schließlich durch die zunehmende Wirkung von Kanonen militärisch überholt und wurde aufgegeben. Stattdessen wurde in den 1530er Jahren das St Catherine’s Castle zum Schutz der Hafeneinfahrt errichtet. Die Ruine befindet sich heute in Privatbesitz und ist nicht zu besichtigen.

## Anlage
Der rechteckige Turm wurde aus Schieferstein am Rand des felsigen Steilufers am Westufer des River Fowey erbaut. Heute ist der Turm eine dachlose Ruine, von der noch drei Seitenwände erhalten sind, während die südöstliche Mauer schon Ende des 18. oder zu Beginn des 19. Jahrhunderts eingestürzt ist.